# 林田健司
林田 健司（はやしだ けんじ、1965年11月23日 -）は、日本のミュージシャン、シンガーソングライター、音楽プロデューサー。東京都出身。身長178cm。血液型A型。アワーソングスクリエイティブ所属。

## 概要
自身のシングル・アルバムより、他のアーティストへ提供した曲のヒットにより作曲家としての知名度が高い。
自身がデビューする前から作曲家として楽曲提供を行っており、代表的なものにSMAPに提供した楽曲『$10』、『君色思い』、『KANSHAして』、『青いイナズマ』、ブラックビスケッツの『STAMINA』などがある。その他、少年隊（曲名と歌詞は一部変えてある）、KinKi Kids、SPEED、藤井隆、中山美穂、奥井雅美、中森明菜など多方面に楽曲提供を行っている。

## 経歴
1991年、BMGビクターよりシングル『SHERRY』でデビュー。当初はカップリング曲の「夏を揺らさないで」がデビュー曲となる予定だったが、「SHERRY」が「ブティックJOY」CMのタイアップになったため、急遽変更された。同年、デビューアルバム『RAPHLES（ラフレス）』発売。
1992年発売の2ndシングル『Jealousy In Love』がメナード化粧品のCM曲として、1993年発売の3rdシングル『Heart Of Gold』がミラービールのCM曲として、1994年発売の5thシングル『Crazy Funky Down』が日本テレビ系『マジカル頭脳パワー!!』のED曲としてタイアップされる。
1998年、林田の妻・のぞみ（Candee Hayashida）が劇症肝炎で急逝。この夫人の死がきっかけとなり、2000年に休養宣言。
2001年、シングル『imaがよければいいんじゃない?』で活動再開。活動再開後は、自身のライブ活動とKinKi Kids（シングル『ビロードの闇』、『夏模様』）、関ジャニ∞（シングル『イッツ マイ ソウル』）、石田燿子（アルバム曲）、アニメ『こいこい7』（OP曲）、忍足侑士（アニメ『テニスの王子様』登場人物）、中森明菜（シングル『落花流水』など）、郷ひろみなど他のアーティストへの楽曲提供が活動の中心となっている。
ソロとしての活動のほかに、ユニット「東京コール・プロジェクト」（Kwenji Hayashida名義）や、ラテンファンクバンド「eroticao」ボーカル（KJ de la noche en estrellas名義）（『EROTICAO』（2005年）、『EROTICAO DOS』（2007年）、『XOVER』（2017年）の3枚のアルバムを発表）としても活動している。

## エピソード
デビュー前はNHKの「みんなのうた」で自作曲を歌っていた（『遊園地』※詳細は下記『その他』を参照）。
デビュー・アルバムのタイトルにもなっている「RAPHLES」について、林田自身は初期のファンクラブ会報にて「若い頃、音楽活動を継続するかどうか悩んでいたとき、たまたまデパートの屋上にある100円占い機を試したところ『アナタノカイウン（開運）ノキーワードハRAPHLESデス』と書かれていたから」と述べている。
好きな言葉は「ぬ」。理由は「滅多に使われない言葉だから」。
プロ野球・東京ヤクルトスワローズの大ファンであり、それが昂じて2009年（平成21年）に球団歌「We Are The Swallows」を提供した（CDは球場などで限定発売）。
その縁から2009年4月7日、神宮球場での東京ヤクルト主催試合開幕戦（対中日戦）にて国歌独唱を行い、同年11月23日に開催された「ファン感謝デー」にゲストとして登場し、スペシャルライブを行った。同時に千葉ロッテマリーンズのファンでもある。

## メディア出演

### テレビ
- 歌スタ!! - ウタイビトハンター（1〜2か月に1回程度の出演。ニックネームは監督）

### ラジオ
- スーパーステーション1　林田健司のRADIO WORKS（全国各地コミュニティFM局）
- 林田健司の ダイナミックドンドン(JFN)

### 過去
- 林田健司 Step by Step（FM富士2008年10月-2010年9月）
  - 無料インターネットラジオにて聴取可能。

## ディスコグラフィ

### シングル
BMGビクター
1. SHERRY（1991年7月25日）
2. Jealousy In Love（1992年4月21日）
3. Heart Of Gold（1993年5月12日）
4. 青いイナズマ/Cool（1994年4月21日）
5. Crazy Funky Down（1994年11月2日）
6. 花に水やるラブ・ソング（1995年2月22日）

ビクターエンタテインメント
1. ダラダラしようよ/ドラキュラがゆく（1996年4月24日）
2. Physical #2（1996年9月21日）
3. STAY（1997年2月5日）
4. 青春謳歌（1997年7月24日）
5. パッとした瞬間（1998年6月3日）
6. 僕なりの勇気（1998年10月21日）
7. まだまだ（1999年2月24日）
8. 紅いマボロシ（1999年4月21日）
9. 今夜は DISCO 2000（2000年3月23日）

レントラックエンタテインメント
- imaがよければいいんじゃない?/This Is Private.（2001年7月18日）
- Feel Me.（2002年3月20日）

自主制作
- Mr.Raphles「Y.T.O」「Eat Time」（2005年11月19日）
- Sketch of Raphles「MottO xxx」「Love Sick Friday」（2006年8月30日）
- Sketch of Raphles 2「King Of Monkey」「晴れ…1999」（2006年11月17日）

Brand New Music
- Y.T.O（赤ジャケット／青ジャケット）（2007年7月25日）
- SILK RED ROAD（2008年1月30日）
- Step By Step（2008年7月16日）

### アルバム
BMGビクター
1. RAPHLES（1991年8月7日）
2. Unbalance RAPHLES II（1992年5月21日）
3. VOX（1992年10月21日）＜ミニ・アルバム＞
4. GEBO（1993年6月2日）
5. 紅組（1994年4月21日）
6. 白組（1994年4月21日）＜※『紅組』『白組』は共に「花の紅白歌合戦」と題して同日発売＞
7. RAPHLES V（1994年11月23日）
8. RAPHLES HISTORY 〜Best of Kenji Hayashida（1996年5月3日）＜ベスト・アルバム＞
9. RAPHLES HISTORY 2（1998年5月21日）＜アルバム収録曲を中心としたベスト・アルバム＞
10. ゴールデン☆ベスト 林田健司（2005年4月20日）＜ベスト・アルバム＞

ビクターエンタテインメント
1. Marron（1996年5月22日）
2. 東洋一（1997年9月22日）
3. Oil Men（1998年3月18日）＜リミックス・ベスト・アルバム＞※アナログ盤
4. Oil Men+（1998年3月18日）＜リミックス・ベスト・アルバム＞
5. マボロシ（1999年4月21日）
6. 今夜はBEST 2000（2000年5月24日）＜一部新作含むベスト・アルバム＞

レントラックエンタテインメント
- Doors（2001年10月24日）
- Harvest Night（2002年9月25日）＜ライブ・アルバム＞
- Cross Point（2002年12月18日）
- NU（2003年10月22日）＜ミニ・アルバム＞

自主制作
- Targi（2005年4月1日）＜ミニ・アルバム＞
  - [収録曲]1.ティンダリン～涙の近くにいたいかい～、2.キャンドル・ヴォイス、3.LUNA

Brand New Music
- Raphles Resurrection（2007年2月21日）
- FLASHING ~Raphles16~（2008年2月27日）
- WORKS（2009年7月1日）＜楽曲提供曲のセルフカバー・アルバム＞
- GOLD（2010年12月1日）＜ミニ・アルバム＞
- 奇跡的な軌跡 Kenji Hayashida Raphles Sound System 20th AnniversaryCollection（2011年7月27日）＜3枚組ベスト・アルバム＞

キングレコード
- RE-WORKS（2015年3月11日）＜楽曲提供曲のセルフカバー・アルバム第2弾＞[2]

エレックレコード
- Traveler（2021年7月28日）

### DVD/VIDEO
BMG JAPAN
- RAPHLES VISUAL HISTORY（2005年6月22日）

Brand New Music
- 「Resurrection Live!! ~King Of Monkey Tour 20070302~」（2007年8月15日）

### その他
- 遊園地（NHK『みんなのうた』1990年10月・11月放送楽曲[3]）林田がデビュー前に歌唱した自作曲。映像は名倉加代子ら3人の女性ダンサーがとしまえんで踊りを披露する。1995年に発売したシングル『花に水やるラブ・ソング』のカップリングとして収録されている『Give Me Your Love』は、この『遊園地』の異歌詞バージョンである。

- フジテレビ賞スプリングステークス ファンファーレ（2010年3月21日施行）

## 楽曲提供
アンジュルム
- 「46億年LOVE」（作曲）

石田燿子
- 「情熱の女神」（作詞・作曲・編曲）

上原多香子
- 「Sweet babe」（作曲・編曲）

奥井雅美
- 「ANGEL'S VOICE」（作曲）

Girls Forever.
- 「The Girl of Fate」（作詞・作曲・編曲）

神谷浩史
- 「新しい旅」（作詞・作曲）

杏子
- 「特別な A Midsummer Night」（作詞・作曲・コーラス）

郷ひろみ
- 「強引 Love!」（作曲）
- 「News」（作詞・作曲・コーラス）

STARTO ENTERTAINMENT関連
- A.B.C-Z
  - 「恋に落ちたボディガード」（作曲）
  - 「Man and Woman」（作曲）

- KinKi Kids
  - 「ビロードの闇」（作曲）
  - 「夏模様」（作曲）
  - 「ユメハジメハナ」（作曲）
  - 「Parental Advisory Explicit Content」（作曲）
  - 「宝石をちりばめて」（作曲）
  - 「同窓会」（作曲）
  - 「Cool Beauty」（作曲）
  - 「Midway of Life」（作曲）

- SUPER EIGHT
  - 「アカイシンキロウ」（作曲）
  - 「ギガマジメ我ファイト」（作曲）
  - 「泣かないで 僕のミュージック」（作詞・作曲）
  - 「イッツ マイ ソウル」（作曲）

- SMAP　
  - 「君色思い」（作詞・作曲）
  - 「青いイナズマ」（作曲）
  - 「＄10」（作曲）
  - 「KANSHAして」（作曲）

- 少年隊
  - 「千年メドレー（Ever Dream〜All The World Is A Stage）」（作曲）
  - 「失われたすべての昨日」(作曲)
  - 「LEFT-HANDED DANCE」(作曲)

- タッキー&翼
  - 「時間旅行」（作詞・作曲）

- 20th Century
  - 「ネバギバ 〜Never Give Up!〜」（作詞・作曲）

SPEED
- 「Need Your Hands,Tonight」（中山聡と共編曲）

DIAMOND☆DOGS
- 「アトランティスの女神 〜Goddess of Love〜」（作詞・作曲）

貴水博之
- 「踊ろ! 〜I&I partII」（作曲）

東京女子流
- 「Bad Flower」（作曲）
- 「運命」（作曲）
- 「それでいいじゃん」（作曲）

TOKU
- 「Half Moon Bay」（作曲）

Dream
- 「Blue Navigation」（作曲）
- 「La MASCHERA 」（作曲）

AAA
- 「Get or Lose」（作曲）

中山美穂
- 「泣かない指輪」（作曲）

中森明菜
- 「落花流水」（作曲）
- 「GAME」（作曲・共編曲）（編曲は上杉洋史と共同）
- 「紅夜 -beniyo-」（作曲）

夏川りみ
- 「五四 〜いつ世の世まで〜」（作詞・作曲）

はちみつロケット
- 「花火と漫画とチョコと雨」（作曲）

palet
- 「VICTORY」（作曲）
- 「勝利のシール」（作詞・作曲）
- 「Celebration 〜トキメキ Good Time〜」（作詞・作曲）

FYT
- 「徐々に素敵な冒険」（作曲）

藤井隆
- 「Sa ら Sa」（作詞・作曲）

ブラックビスケッツ
- 「STAMINA」（作曲）

BESTIEM
- 「Real Voice」（作曲）
- 「Hanky Panky Funky Punky ! feat. MIRI」（作曲）[4]

松岡卓弥
- 「スタートライン」（作曲）
- 「Gonna Clutch!」（作曲）
- 「Peach Girl」（作曲）

松田弘
- 「ふたり」（作曲）

MarryDoll
- 「走れ! 全力少女」（作詞・作曲）

MISIA
- 「HOLIDAY」（作曲）
- 「来るぞスリリング (feat. Raul Midon)」（作曲）
- 「運命loop (feat. Marcus Miller)」（作曲）

EUPHORIA
- 「トパーズ色の太陽」 (作詞)
- 「熱烈LOVE!!」 (作曲)
- 「Tell me why, Tell a lie」 (作曲)
- 「PROMISE」 (作曲)

Pipping Hot
- 「Limitation=Imitation」 (作曲)

Lead
- 「Hungry Sniper」（作詞・作曲）

和央ようか
- 「New Voyage」（作曲）

### アニメソング
こいこい7
- 「SUPER LOVE」（作曲）

イナズマイレブン
- 「栄光へのエール!」（作曲）

ジョジョの奇妙な冒険
- 「Crazy my Beat」-（作曲）『ジョジョの奇妙な冒険 The anthology songs 2 』収録。